# ريكاردو بيشر
ريكاردو بيشر (بالإسبانية: Ricardo Becher)‏ هو صحفي وكاتب سيناريو ومخرج أرجنتيني، ولد في 1930 في بوينس آيرس في الأرجنتين، وتوفي بنفس المكان في 2011 بسبب ربو.

## وصلات خارجية
- ريكاردو بيشر على موقع IMDb (الإنجليزية)
- ريكاردو بيشر على موقع أول موفي (الإنجليزية)
- ريكاردو بيشر على موقع قاعدة بيانات الفيلم (الإنجليزية)
- ريكاردو بيشر على موقع كينوبويسك (الروسية)